# Церква Введення в храм Пресвятої Богородиці (Купчинці)
Церква Введення в храм Пресвятої Богородиці в Купчинцях — парафія і храм греко-католицької громади Козлівського деканату Тернопільсько-Зборівської архієпархії Української греко-католицької церкви в селі Купчинці Тернопільського району Тернопільської области.

## Історія церкви
Храм збудували у 1785 році. Під час Першої світової війни церква зазнала значних пошкоджень.
Парафія належала УГКЦ до 1946 року. З 1946 до 1990 року парафія і храм перебували в підпорядкуванні РПЦ, а з 1990 року вони знову в лоні УГКЦ.
У червні 1992 року на свято Пресвятої Євхаристії відбулася візитація владики Михаїла Сабриги.
У 1995 році на парафії пройшла перша Свята Місія за участі головного місіонера о. Назарія Леха (отці Василіяни). У 2005 році відбулася друга Свята Місія, яку провів о. Михаїл Шевчишин (отці Редемптористи).
При церкві діють припарафіяльні спільноти: братство Матері Божої Неустанної Помочі, Марійська та Вівтарна дружини.
На території села Купчинці є два місійні хрести на церковному подвір'ї, хрест на знак боротьби з поганством та пияцтвом і хрест на честь скасування панщини.

## Парохи
- о. Григорій Герасимович (1832—1835),
- о. Йосиф Струминський (1835—1836),
- о. Франц Веклич (1836—1839),
- о. Микола Чировський (1839—1874),
- о. Йосиф Чировський (1875—1876),
- о. Бонавентура Копертинський (1876—1884),
- о. Володимир Микитка (1885—1922),
- о. Іван Романовський (1922—1923),
- о. Юрій Колодій (1923—1927),
- о. Михайло Козоріз (1927—1944),
- о. Михайло Вересюк (1986—1992),
- о. Омелян Кобель (з 1992).